# George Willis Ritchey
George Willis Ritchey (Tuppers Plains, 31 dicembre 1864 – Azusa, 4 novembre 1945) è stato un astronomo statunitense, esperto costruttore di telescopi ottici.
Ritchey, educato come costruttore di mobili, progettò e costruì con Henri Chrétien il telescopio riflettore Ritchey-Chrétien.
Svolse un ruolo importante nella progettazione del montaggio e nel trasporto degli specchi telescopici di 60 pollici e 100 pollici presso il Mount Wilson Observatory. Ha lavorato a stretto contatto con George Ellery Hale.
Gli sono stati dedicati un cratere sulla Luna di 24 km di diametro  e uno su Marte di 77 km di diametro .